# Etelredo
Etelredo  è un nome proprio di persona italiano maschile.

## Varianti
- Maschili: Aelredo
- Femminili: Etelreda

### Varianti in altre lingue
- Anglosassone: Æðelred[1], Ælred (forma contratta)[1]
- Inglese: Ethelred (arcaico)[2]

## Origine e diffusione
Deriva dall'anglosassone Æðelred, composto dagli elementi æðel, "nobile", e ræd, "consiglio": il significato è pertanto "di nobile consiglio". Non va confuso con Eteldreda (da cui Audrey), simile ma di diverso significato.
Il nome era diffuso nell'Inghilterra del periodo alto-medievale, e venne portato da due re sassoni fra cui Etelredo II "l'Impreparato", il cui regno fu invaso dai danesi. Il nome venne usato raramente dopo la conquista normanna, ma la forma Ethelred venne brevemente ripresa durante il XIX secolo.

## Onomastico
L'onomastico si può festeggiare il 12 gennaio (3 febbraio per i cistercensi e 3 marzo nelle diocesi di Liverpool, Middlesbourgh e Hexham) in memoria di sant'Aelredo di Rievaulx, monaco cistercense a Rievaulx, oppure il 4 maggio in ricordo di sant'Aethelred di Mercia (o di Bardney).
La forma femminile può festeggiarlo invece il 2 agosto in memoria di santa Alfreda di Crowland, conosciuta anche come Etelreda, monaca benedettina a Crowland.

## Persone
- Etelredo, arcivescovo di Canterbury
- Etelredo II d'Inghilterra, re d'Inghilterra
- Etelredo di Scozia, nobile e abate scozzese
- Etelredo del Wessex, re del Wessex
- Etelredo Pascolo, politico e giornalista italiano

### Variante Æthelred
- Æthelred dell'Anglia orientale, re inglese
- Æthelred II dell'Anglia orientale, re vichingo
- Æthelred I di Northumbria, re di Northumbria
- Æthelred II di Northumbria, re di Northumbria

### Altre varianti
- Aethelred di Mercia, re di Mercia e santo
- Earl Aethelred di Mercia, re di Mercia
- Aelredo di Rievaulx, monaco e santo britannico